# 張國龍
張國龍（1938年7月—），中華民國學者及政治人物，台北市人，耶魯大學物理學博士，長年投身反核電工作，曾任國立臺灣大學物理學系教授（1976年－2000年），台灣教授協會會長、台灣環境保護聯盟會長（1994年）、考選部政務次長（2000年－2004年）、環保署署長（2005年－2007年）及核四公投促進會召集人。

## 經歷
早年尤清擔任監察委員時，曾因調查核電問題而經常向張國龍請益。1989年尤清當選台北縣長，張國龍受邀出任台北縣政府顧問，1990年－1993年期間擔任台北縣政府機要秘書，與後來任考試院委員及後來代理環保署長的蔡丁貴，三人合力幫助尤清做好教育及環保工作；當時大漢溪、新店溪滿是垃圾的髒臭河床，在張國龍的規劃下，獲得有效的清疏改善。
1994年中秋節隔晚，張國龍因在立法院門口參加罷免贊成核四立委的活動，遭警方以違反《集會遊行法》逮捕並被判刑30天，當時張國龍拒絕易科罰金而遭收押，還是太太自行為他代繳罰金後才獲釋。1999年任基隆社區大學校長，2000年起改任國立台灣大學物理系兼任教授，2005年擔任環保署長，2007年5月卸任。
| 中華民國政府職務                   | 中華民國政府職務                              | 中華民國政府職務 |
| ---------------------------------- | --------------------------------------------- | ---------------- |
| 行政院                             |                                               |                  |
| 前任： 蔡丁貴（代理） 正任：張祖恩 | 環保署署長 第八任 2005年6月8日－2007年5月21日 | 繼任： 陳重信    |